# 格林滕湖
47°37′0″N 10°27′0″E / 47.61667°N 10.45000°E

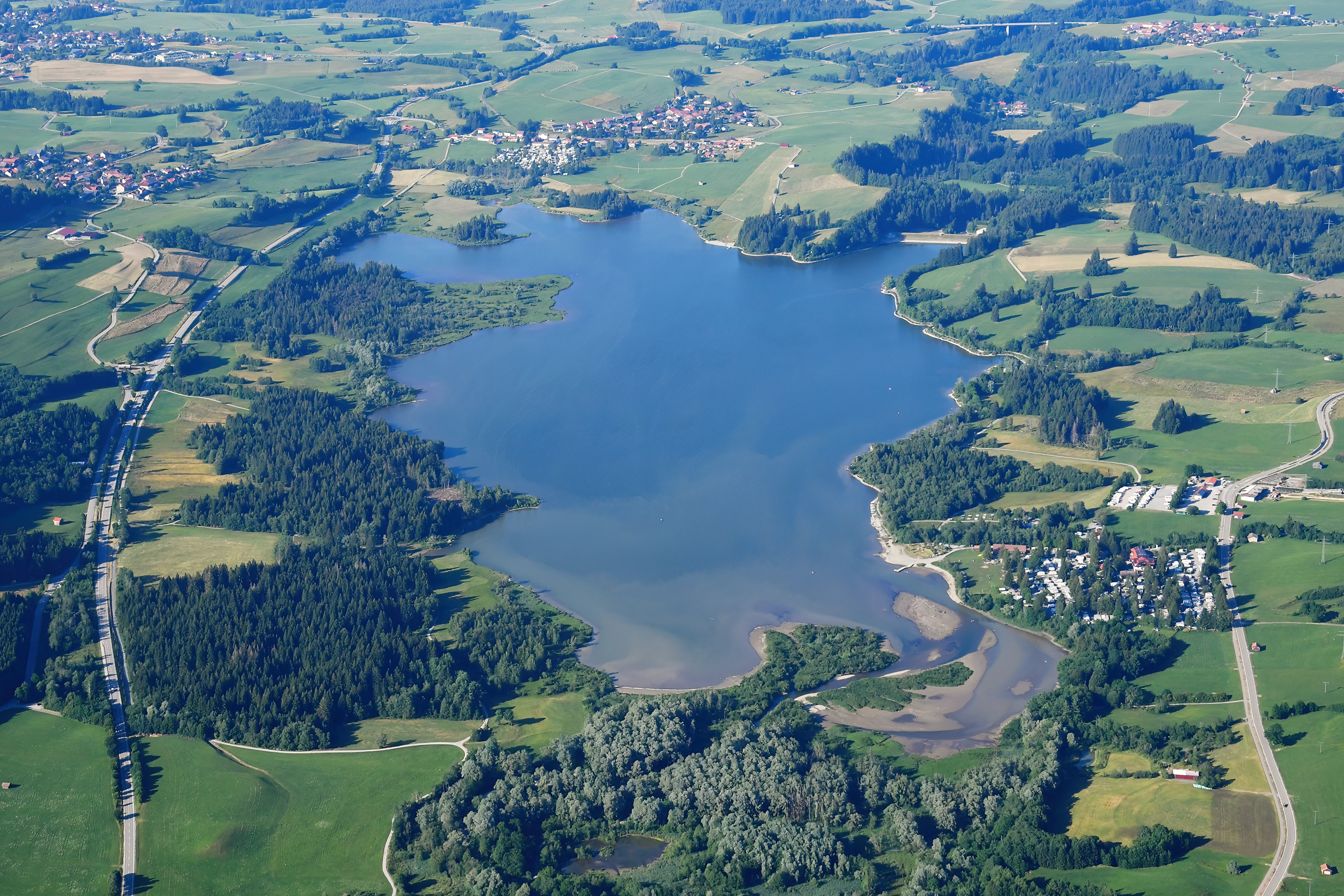

格林滕湖（德語：Grüntensee），是德國的水庫，位於該國東南部，由巴伐利亞州負責管轄，處於上阿爾高縣，長0.3公里，面積1.23平方公里，海拔高度876米，水體容量1,480萬立方米。